# Gelsemium elegans
Gelsemium elegans är en tvåhjärtbladig växtart som först beskrevs av George Gardner och Champ., och fick sitt nu gällande namn av George Bentham. Gelsemium elegans ingår i släktet Gelsemium och familjen Gelsemiaceae. Inga underarter finns listade i Catalogue of Life.